# Fleckenstein (Adelsgeschlecht)

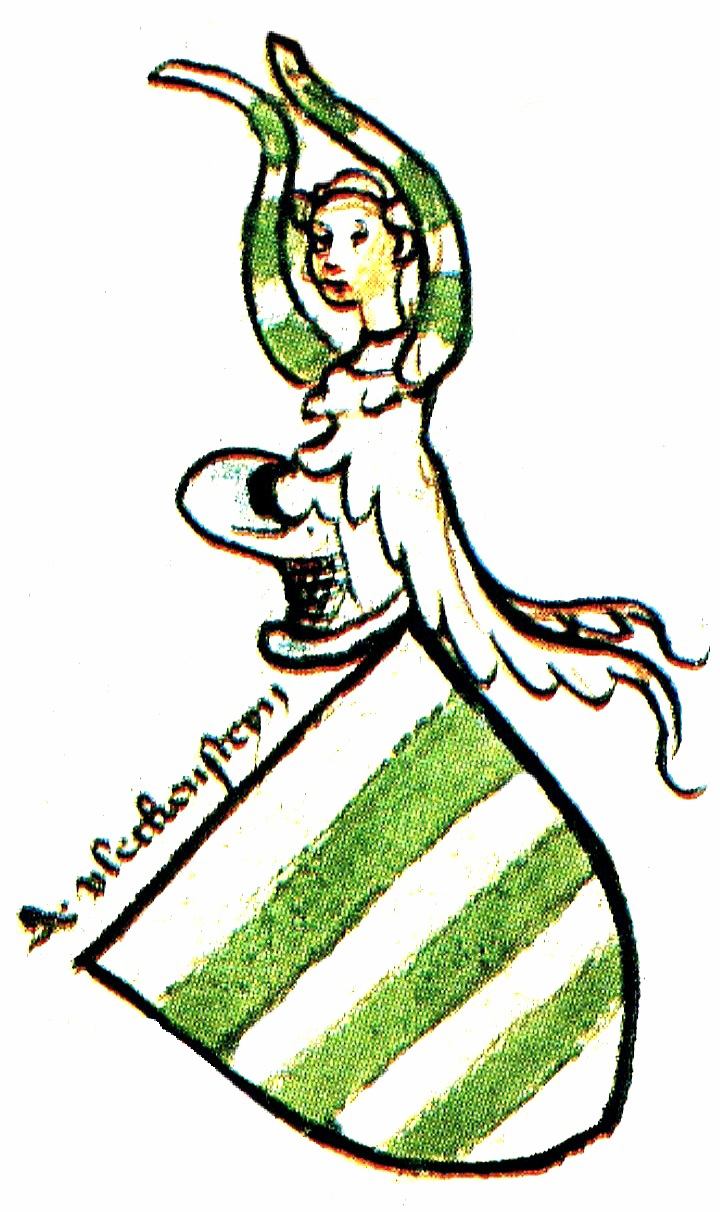
Stammwappen derer von Fleckenstein (de Vleckensteyn) in der Hyghalmen-Rolle um 1485

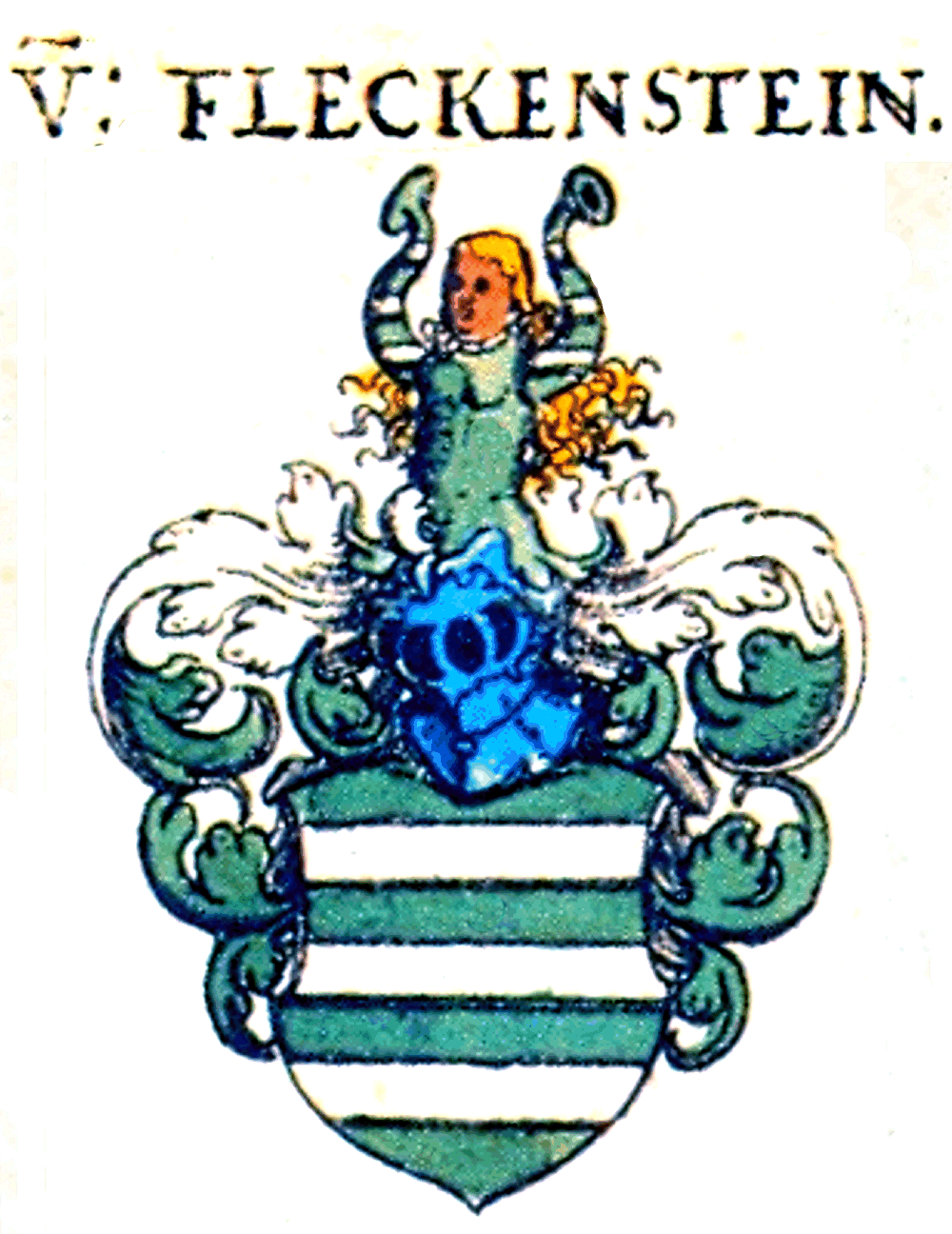
Stammwappen derer von Fleckenstein in Johann Siebmachers Wappenbuch 1605

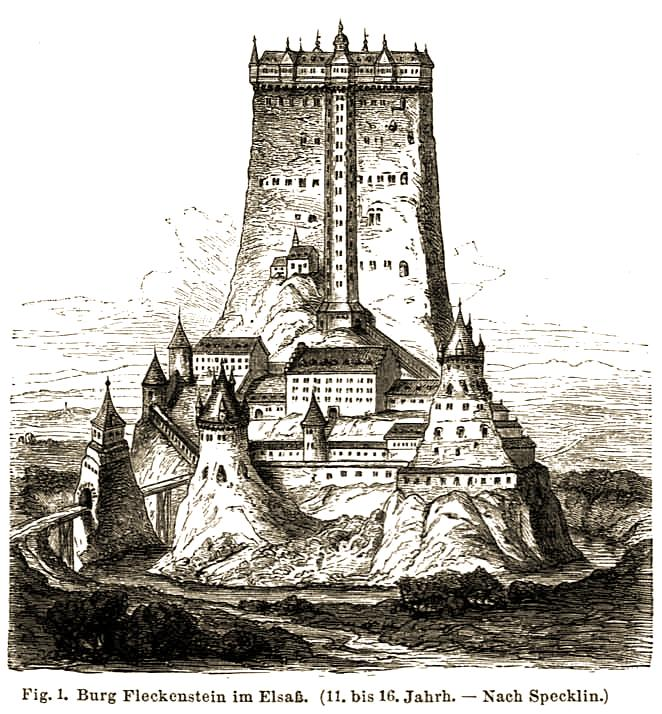
Überhöhte Darstellung der Burg Fleckenstein von Daniel Specklin

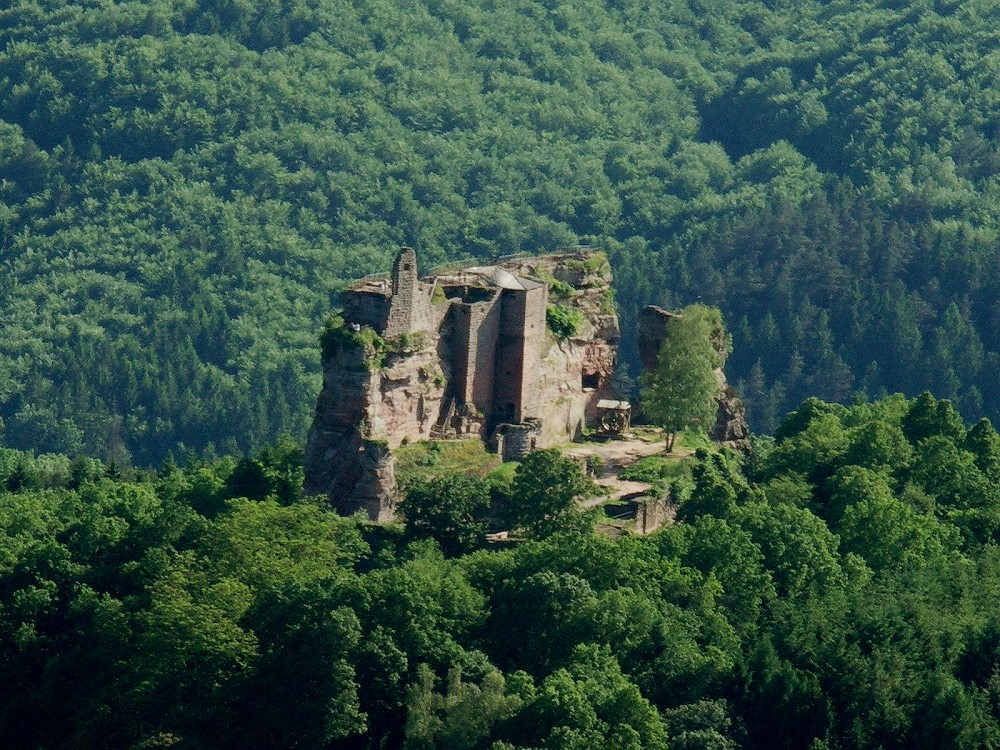
Ruine Fleckenstein

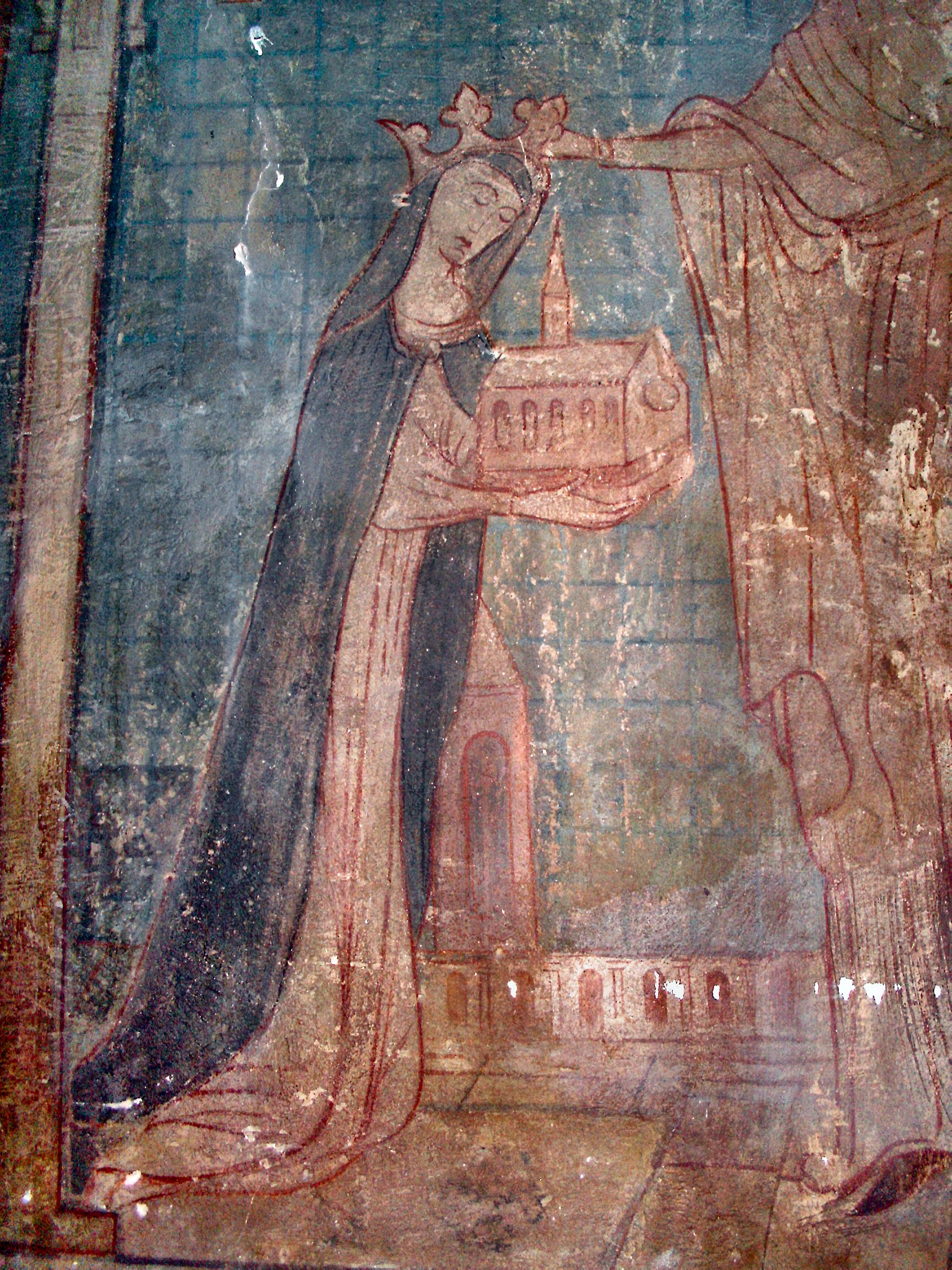
Dominikanerpriorin Kunigunde von Fleckenstein († 1353), gotische Malerei in der Klosterkirche Lambrecht (Pfalz).

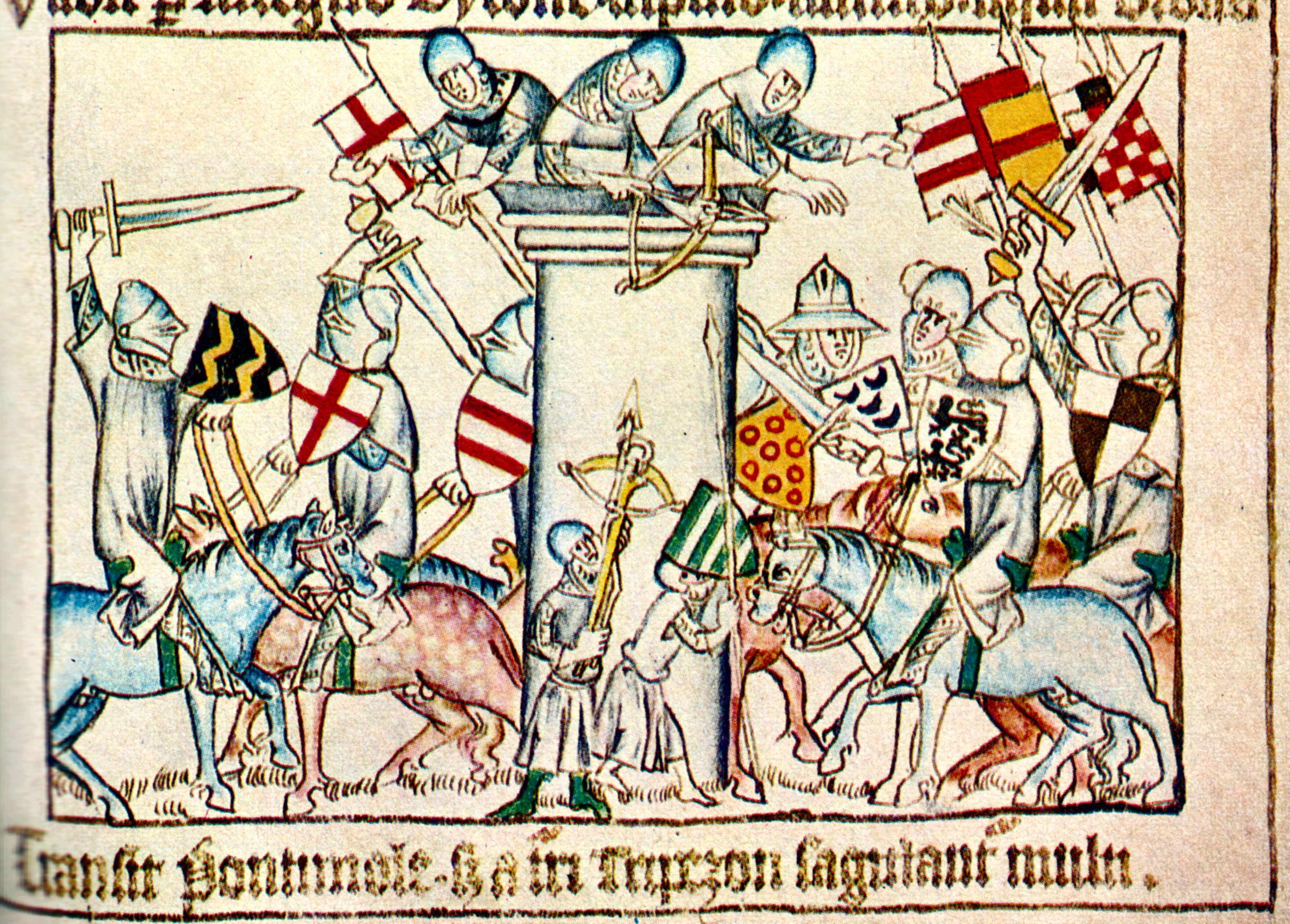
Wappen der Fleckensteiner gezeigt auf Kaiser Heinrichs Romfahrt (Bildmitte)

Die Familie von Fleckenstein war ein elsässisches Adelsgeschlecht. Namensgebend war die Burg Fleckenstein im Wasgau.

## Familie
Das Ministerialengeschlecht, das in der Stauferzeit einen ersten Aufschwung erfuhr, stellte je einen Bischof von Worms und Basel, eine Reihe von Stiftsherren in Basel, Speyer und Trier, mehrere Reichsschultheißen in Weißenburg im Elsass und Hagenau, elsässische Unterlandvögte, pfälzische Hofmeister und Amtmänner und zwei Statthalter in der Markgrafschaft Baden-Durlach.

### Drei Linien
Urkundlich erstmals erwähnt wurde 1129 aus der Familie ein Gottfried. Sein Enkel führte den Titel eines marschallus de hagenoa (Haguenau). Dessen staufertreuer Sohn Heinrich I. wurde als erster der Familie Reichsschultheiß von Hagenau (1248–1259). Er teilte die Herrschaft Fleckenstein unter den dreien seiner Söhne, die weltlich blieben, auf und stiftete dadurch die Linien:
- Fleckenstein-Dagstuhl (auch: Dachstuhl), ausgestorben 1644. Die Herrschaft Dagstuhl kam durch eine Heirat 1333 und einen Erbfall 1375 anteilig zu einem Viertel in den Besitz dieses Familienzweigs, der die Erbengemeinschaft später auch gegenüber dem Oberrheinischen Kreis vertrat. Dieser Anteil an der Herrschaft Dagstuhl wurde vom letzten überlebenden Mitglied dieses Familienzweiges, Georg II., an den Erzbischof von Trier, Philipp Christoph von Sötern verkauft.
- Fleckenstein-Sulz, ausgestorben 1351
- Fleckenstein-Bickenbach
  - Fleckenstein-Bickenbach-Rödern, 1408–1637
  - Fleckenstein-Bickenbach-Sulz, 1408–1720. Ursula von Windeck († 1658), brachte nach dem Tod ihres Brudes und damit dem Erlöschen des Windeckschen Mannesstamms, ihr Erbe Burg Alt-Windeck, ihren Namen und ihr Wappen in die Ehe mit Friedrich von Fleckenstein ein.

Die Familie wurde 1467 in den Reichsfreiherrenstand erhoben. Letzter des Hauses war Heinrich-Jakob von Fleckenstein-Windeck (1636–1720).

### Bedeutende Personen
- Kunigunde von Fleckenstein († 10. August 1353), Priorin des Klosters Lambrecht (Pfalz), ließ die dortige Konventskirche ausbauen und ist an zentraler Stelle im Chor dargestellt.
- Johann II. von Fleckenstein, Bischof von Worms 1410–1426
- Johann IV. von Fleckenstein, Bischof von Basel 1423–1436
- Oberst Georg II. von Fleckenstein-Dagstuhl (1588–1644), Regent der Grafschaften Hanau-Lichtenberg und Hanau-Münzenberg

## Wappen
- Das Fleckensteiner Stammwappen ist ein grüner Schild mit drei waagrechten silbernen Balken. Auf dem Helm mit grün-silbernen Decken der Rumpf einer wie der Schild bezeichneten Jungfrau mit blondem Haar, statt der Arme zwei Büffelhörner.
- Die Freiherren von Fleckenstein-Dagstuhl führten ein quadriertes Schild, in Feld 1 und 4 das Stammwappen, in 2 und 3 in Gold ein schwarzes Andreaskreuz für Dagstuhl.
- Allianzwappen Fleckenstein-Windeck: Im quadrierten Schild, in Feld 1 und 4 das Stammwappen derer von Fleckenstein, in Feld 2 und 3 das Wappen derer von Windeck: in Blau ein goldener Schrägbalken und darüber eine silberne Vierung.

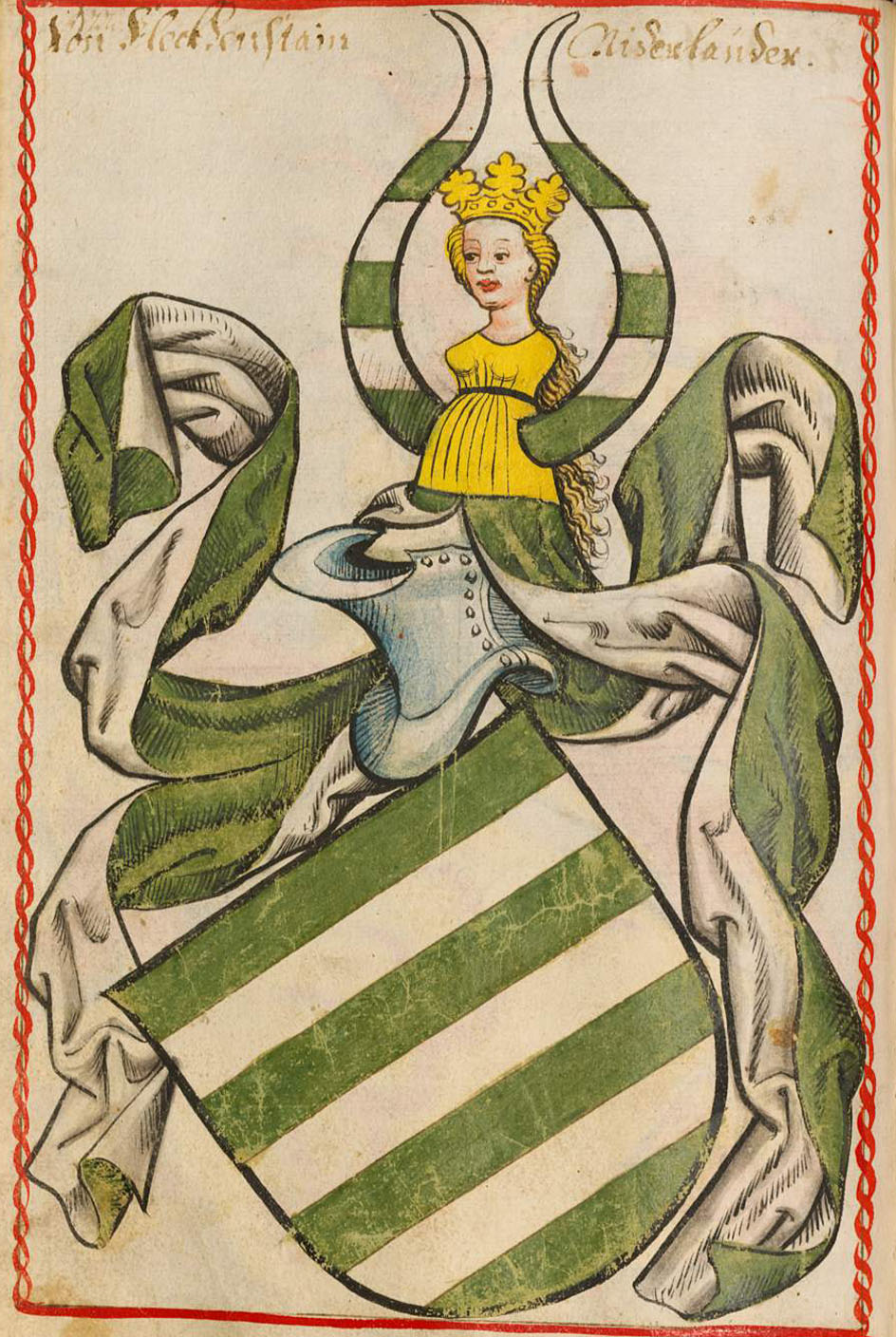
Stammwappen im Scheiblerschen Wappenbuch
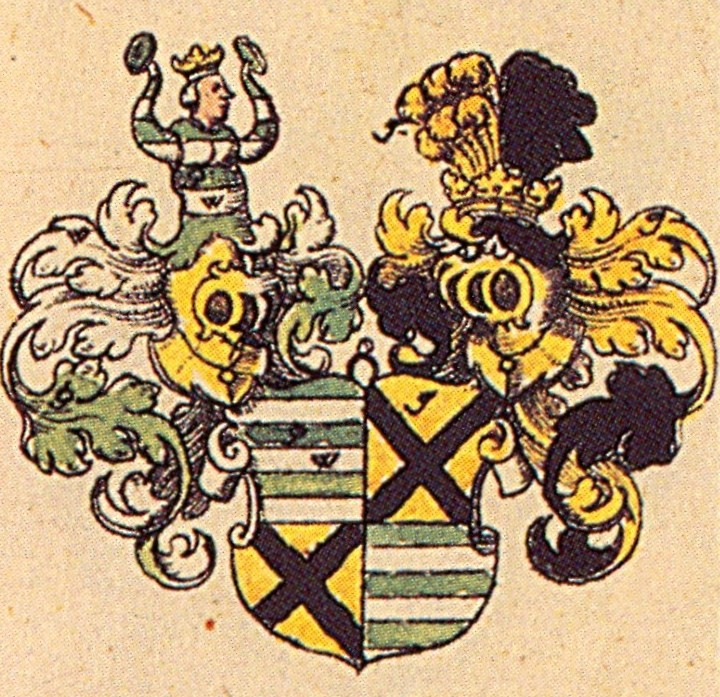
Wappen der Freiherren von Fleckenstein-Dagstuhl in Johann Siebmachers Wappenbuch 1605
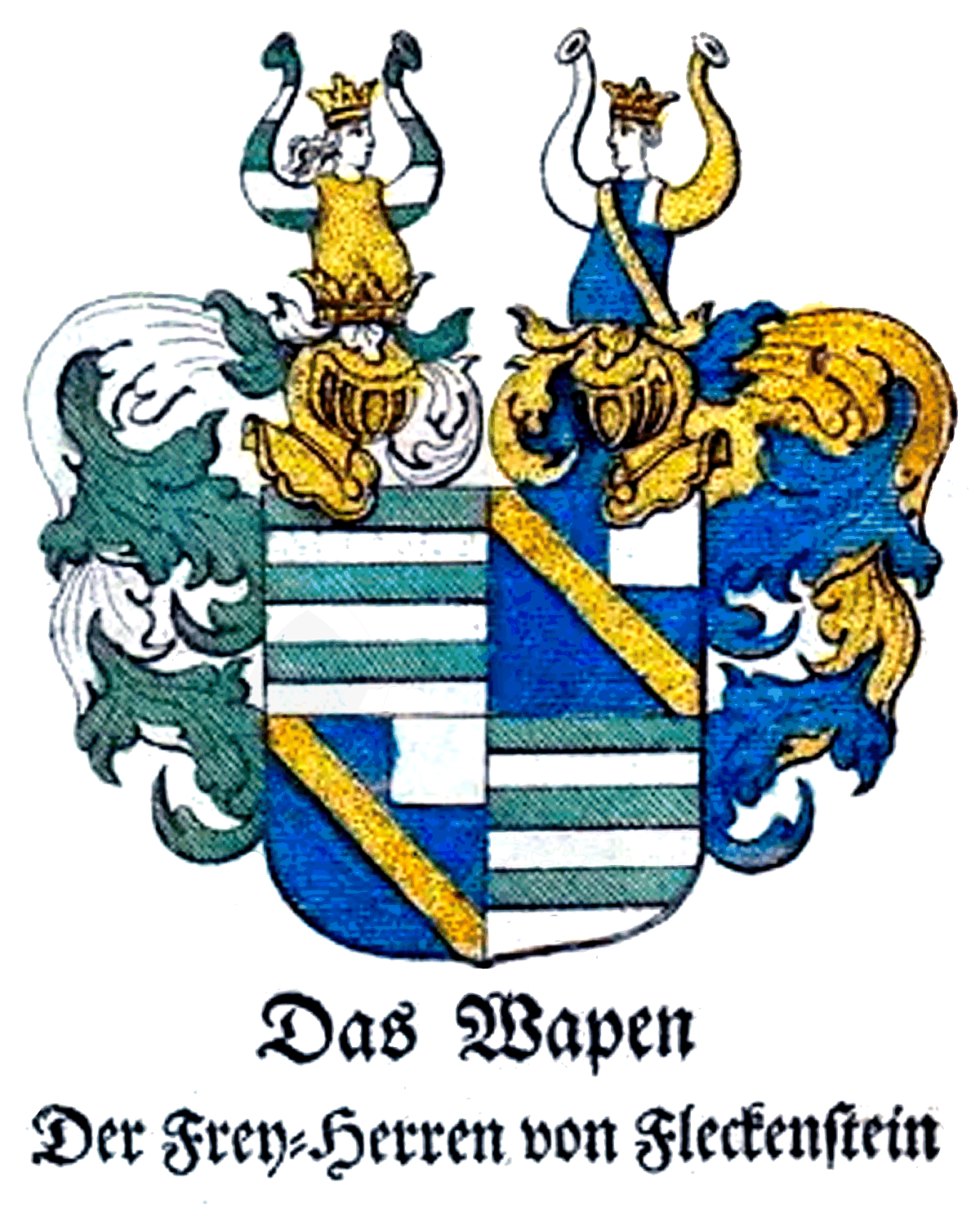
Wappen der Freiherren von Fleckenstein-Windeck (altkoloriert)

## Die Herrschaft (Baronie) Fleckenstein nach dem Aussterben der Fleckensteiner
Der einzige Sohn Heinrich Jakobs von Fleckenstein-Windeck, Friedrich Jakob, hatte sich 1710 das Leben genommen. Sein Vater, Heinrich Jakob, ordnete seinen Nachlass, und ein Beschluss des französischen Königs bestätigte, dass die Baronie als solche aufgelöst werde, und die Lehen an den König als obersten Lehnsherrn fielen. Der König belehnte damit den Fürsten von Soubise Hercule-Mériadec de Rohan; es entspann sich ein Erbstreit mit den Ehemännern der Töchter Heinrich Jakobs, der 1725 noch im Gange war. Mit der französischen Revolution 1789 wurde aller Adelsbesitz als Nationaleigentum eingezogen.